# 高句驪県
高句驪県（こうくり-けん）は、前漢が朝鮮半島に設置した植民地である玄菟郡が管轄していた県である。高句麗は、高句驪県に出自をもつ。高句麗の発展は、玄菟郡高句驪県への服属抵抗が大きな意義をもつ。なお、「高句驪」は「高句麗」と同じであるが、漢族が蔑視して「馬部」を付した。

## 歴史
高句麗の名の初出は、紀元前107年に漢が高句麗族を管理するために朝鮮に設置した植民地である玄菟郡の郡治が置かれた高句驪県とされる。高句麗族は、漢の玄菟郡支配に抗して高句驪県城を攻撃したため、漢は玄菟郡を北西に移動させ、高句驪県も遼寧省新賓満族自治県に移る。105年、高句麗が後漢の遼東郡を攻撃したため、玄菟郡は郡治がある高句驪県を西方に移した。2世紀末、高句麗は、遼東を支配する公孫氏による攻撃を受けたため、都を鴨緑江中流北岸にあったかつての高句驪県城の故地・丸都城に移した。233年、呉の孫権は、魏を挟撃するため将兵1万人を伴う使節団を遼東に派遣し、公孫淵を冊封したが、魏を恐れた公孫淵は呉の使節を斬ったため、使節団は高句麗に逃亡し、高句麗東川王に遼東領有を認める詔勅を伝えた。高句麗は、呉に臣従を誓う文書と貢物を奉呈し、翌年、呉は東川王を単于に任じたが、魏を恐れた高句麗は、236年に呉の使節を斬り、その首を魏に送り、呉と断絶した。238年、魏が公孫氏を滅ぼし、玄兎郡に高句驪県を設置するとともに楽浪郡・帯方郡を復興すると、魏と高句麗の関係が緊張した。

## 高句麗と高句驪県の歴史的関係
高句麗の帰属について、高句麗は、前漢の玄菟郡高句驪県の領域内の辺境民族が樹立した中国の地方政権であるというのが中国学者のコンセンサスとなっている。史書や碑文によると、高句麗は、前漢代に高句驪県の領域内の辺境民族と南下した夫余の一団が合流して建国し、その後、高夷、沃沮、貊、濊、漢族、鮮卑、粛慎などの民族を取り込み融合し、高句麗人を形成した。つまり、高句麗の民族的構成は様々な出自に由来するが、これら諸民族は前漢代の中国民族であり、諸民族は周代には早くも中原と密接な関係を築き、前漢代に玄菟郡が管轄し、高句麗建国後は前漢が直接支配した。隋や唐が中国統一のため高句麗を攻撃したのは、高句麗の活動地域が、古代から中国王朝の統治域だったことが理由である。
また、高句麗の活動の中心は幾度か移動したが、漢四郡の範囲を越えることはなく、初期の高句麗の都城は五女山城（遼寧省桓仁満族自治県）、丸都城（吉林省集安市）、平壌城や長安城という説が一般的であり、高句麗の都城は後年、中国の域外に移動したが、高句麗崛起以前、前漢の玄菟郡、楽浪郡、臨屯郡、真番郡などは中国東北部と朝鮮半島を管轄しており、高句麗の活動が漢四郡の管轄外に及ぶことはなかった。
高句麗は中国王朝と常に臣属関係にあり、「中国」の属国から脱したことがなく、中国王朝は高句麗を直接もしくは間接的に支配した。漢は高句麗を直接支配したが、三国時代と魏晋南北朝時代は中原の内乱のため、中国の分裂政権は高句麗を臣属させる間接支配にとどめるが、隋・唐に至り中国の分裂が終わると、高句麗を滅して直接支配し、中原の状況に応じて直接支配から間接支配へと、さらには間接支配から直接支配へと発展した。中原が統一し、隋・唐は高句麗の間接支配に満足できず、668年に安東都護府による直接支配に戻した。中国王朝は高句麗を中国固有の領土とみなしており、隋の支配者は「高麗の地はもと孤竹国で周代にはここに箕子を封じました。漢代には三郡（楽浪郡、玄菟郡、臨屯郡ないし帯方郡）に分かれ、晋朝もまた遼東を統べました。ところが今は臣ではなく外域となっています。…陛下のときになってどうしてそのままにして、この、もとは冠帯の地に蛮貊の国にしておくことができましょうか」と主張した（『隋書』裴矩伝）。高句麗の地に周は箕子を与え、漢は漢四郡を設置し、晋は遼東と統合したことを理解していたからこそ、唐太宗は、高句麗を「中国の地であり、莫離支の盗賊が主君を殺したので、私が責任をもって統一する」（『新唐書』高句麗伝）と考え、高句麗を統一することで中国全土の統一に尽力した。歴史的に高句麗は「中国」から断絶したことはなく、三国時代、魏晋南北朝時代の分裂時代の諸政を含め、中国王朝と臣属関係にあった。『通典』高句麗伝は、晋、宋から斉、梁、北魏、北周まで、高句麗の主はすべて南北両朝から封爵された、と記している。
高句麗の人口は70万人余りだったが、唐の高句麗統一後、高句麗人の多くは中原に移住した。唐太宗、唐高宗の時に30万人余りが中原に移住しており、全高句麗人70万人余りの半分近くになる。移住地は、北京、河南、安徽、江蘇、湖北、山西、陝西が多く、移住した高句麗人は次第に漢族に吸収され、民族的に漢族と融合する。一方、亡命、捕虜、併合などを通じて新羅（朝鮮民族）に吸収された高句麗人は約10万人程度である。靺鞨（渤海）に来投した高句麗人もいる。渤海建国後、高句麗の故地に居住していた高句麗人の一部は渤海に亡命したが、その数は約10万人であり、高句麗人は渤海人の構成員となり、渤海滅亡後、金代に女真と融合した。また、古代中国北方民族の突厥に来投した高句麗人もおり、その数は数万人余りである。以上の各地に移住・分散・来投した高句麗人の数と戦争で死亡した高句麗人の数を合算すると、高句麗の本来の人口である70万人余りと一致し、高句麗滅亡後、高句麗人の大半が漢族を主とする中国人と融合しているため、高句麗は中国の地方政権であることは歴史的事実であり、少数の高句麗人が新羅（朝鮮民族）と融合しても、高句麗の民族的帰属の本質は変わらない。また、高句麗人の起源は、漢族、濊、夫余、高夷、殷人の諸説があるが、これらの民族はいずれも中国の古代民族であるため、高句麗人は中国の古代民族という本質を変えるものではない。